# クロバナロウゲ属
クロバナロウゲ属（クロバナロウゲぞく、学名：Comarum、和名漢字表記：黒花狼牙属）は、バラ科バラ亜科の属の1つ。
本属は、以前はキジムシロ属 Potentilla として扱われることが多かったが、近年の分子系統学的解析により、広義のキジムシロ属は系統的にいくつかの異なるまとまりが認められ、エゾツルキンバイ属 Argentina、キンロバイ属 Dasiphora とともに、それぞれ別属として扱うことが合理的であるとされた。

## 特徴
多年草または小低木でやや長い地下茎がある。根茎は肥厚し分枝する。葉は奇数羽状複葉で互生し、葉柄があり、その基部に薄膜質または草質の托葉が合着してあり、花時にも宿存する。花は茎先から集散花序を出して数個つける。花は両性で5数性。萼片は5個、副萼片も5個あり、萼片と副萼片は互生し、果時にも宿存する。花弁は5個で暗紫色または白色で、萼片と同じ長さかまたは短い。雄蕊は20-25個あり離生する。心皮は多数あって離生し、半球状になる花床につく。花柱は糸状となって直立し、子房に側生する。

## 分布
北半球に2種あり、温帯から高緯度地方に分布する。日本にはクロバナロウゲ1種が自生する。

## 種
- クロバナロウゲ Comarum palustre L.[5] - 多年草。花の径1.5-2.0cm、花弁は倒卵状披針形で暗紫色。雄蕊は20-25個。花期は6-8月。茎の高さ30-100cm。山地の湿原や沼地に生育する。日本では、北海道、本州中部地方以北の湿原などに、世界では北半球に広く分布する[3][4]。
- Comarum salesovianum (Stephan) Asch. et Graebn. – 白花をつける種。中央アジアからカシミール、中国大陸西部、モンゴルに分布する。しばしば別属 Farinopsis Chrtek et Soják の種として扱われる場合がある[4]。

## ギャラリー
- Comarum palustre
クロバナロウゲ
- Comarum salesovianum